# Argentinomyia columbianus
Argentinomyia columbianus är en tvåvingeart som först beskrevs av Günther Enderlein 1938.  Argentinomyia columbianus ingår i släktet Argentinomyia och familjen blomflugor.
Artens utbredningsområde är Colombia. Inga underarter finns listade i Catalogue of Life.